# Coleophora isodonta
Coleophora isodonta é uma espécie de mariposa do gênero Coleophora pertencente à família Coleophoridae.